# Jacques Boigelot
Jacques Boigelot (* 23. August 1929; † 4. März 2023) war ein belgischer Filmregisseur, der bei der Oscarverleihung 1971 mit seinem Film Paix sur les champs (1970) für den Oscar für den besten fremdsprachigen Film nominiert war.

## Leben
Boigelot leitete über mehrere Jahre die Filmabteilung des belgischen Fernsehens. Zeitweise war er auch Regisseur sowie Drehbuchautor und drehte nach dem Kurzfilm La boîte à surprise (1951) und Un pays noir (1953) den Film Paix sur les champs, für den er 1971 für den Oscar für den besten fremdsprachigen Film nominiert war.
1975 schrieb er außerdem das Drehbuch für die Fernsehserie Le renard à l'anneau d'or.